# Argiope doboensis
Argiope doboensis — вид павуків-колопрядів з всесвітньо поширеного роду Argiope. Самиці цього виду порівняно дрібні відносно інших видів роду, яскраво забарвлені. Самці лише ненабагато дрібніші. Живиться комахами середнього розміру. Отрута слабка, для людини безпечні. Поширені на острові Нова Гвінея та суміжних островах.
Вид належить до групи A. amoena.

## Опис
Тіло самиці дрібне, лише 0,7 см у довжину. На черевці розташовані білі перепаски по боках спинної поверхні, черевна поверхня з парними плямами у вигляді знаку оклику. Також черевце має два загострені вирости попереду та один затуплений на задньому кінці. 
Самці не набагато дрібніші, мають подібне до самиць забарвлення черевця. Черевце щитоподібне з неясними крапками. Гомілки та перші два членики лапки з товстими й довгими щетинками. 
Відрізняється від A. ocyaloides за будовою геніталій.

## Спосіб життя і поведінка
Павутинну сітку розкидає на стовбурі дерева, часто на араукаріях. Павук зачіпляє її за виступи на стовбурі, вона віддалена від поверхні на 2-3 см. 

## Розповсюдження
Відомий з індонезійської частини Нової Гвінеї, на островах Ару, а також у Папуа Новій Гвінеї.